# Отражатель (конфигурация клеточного автомата)
Отража́тель (англ. reflector) — класс конфигураций в «Жизни» — созданной Конвеем модели клеточного автомата.

## Описание

Осцилляторы, действующие как отражатели планеров, выделены розовым цветом. Изображение является ссылкой на анимированную версию.

Отражатель — устойчивая или периодическая конфигурация «Жизни» или другого клеточного автомата, способная изменить направление движения космического корабля определённого типа на 90° или 180°, не перенося при этом постоянного повреждения (т.е. восстанавливаясь после отражения).
Временем восстановления или временем повторения (англ. repeat time) отражателя называется минимальное число поколений, которое должно проходить между прибытием кораблей, чтобы отражатель успевал восстановиться.

## Осцилляторы-отражатели
Первым известным отражателем был пентадекатлон — осциллятор периода 15, найденный Конвеем в 1970 году, впоследствии оказавшийся 180-градусным отражателем планера.
В сентябре 1998 года Ноам Элкис нашёл несколько быстрых отражателей глайдера малого периода. В августе 1999 года Элкису удалось построить первый осциллятор с периодом 49.

## Устойчивые отражатели
Устойчивый отражатель — это отражатель, который является устойчивым, т.е. целиком состоит из натюрмортов.
- Первый устойчивый отражатель был найден Полом Коллаханом в октябре 1996 года[6]. Первая версия имела время повторения 4840. Вскоре оно было улучшено до 1686, 894 и 850[1].
- В ноябре 1996 Дин Хикерсон нашел отражатель с временем повторения 747[1].
- В мае 1997 года Дейв Бакинэм уменьшил время повторения до 672.
- В октябре 1997 года Стивен Силвер уменьшил время повторения до 623.
- В ноябре 1998 года Коллахан нашел отражатель с временем повторения 575. Спустя несколько дней Стивен Силвер модифицировал отражатель Коллахана и достиг отметки 497.
- В апреле 2001 Дейв Грин нашел устойчивый 180-градусный отражатель с временем повторения 202[1].
- В марте 2009 был найден устойчивый 180-градусный отражатель с временем восстановления 106[7][3].
- В апреле 2013 был найден 90-градусный отражатель с временем повторения 43[3][8].

## Внешние ссылки
- Николай Белюченко. Словарь Жизни. Архивировано 10 октября 2012 года.
- Stephen A. Silver. Life Lexicon. Архивировано 26 мая 2013 года.